# Топіка (Індіана)
Топіка (англ. Topeka) — місто (англ. town) в США, в окрузі Лаграндж штату Індіана. Населення — 1206 осіб (2020).

## Географія
Топіка розташована за координатами 41°32′23″ пн. ш. 85°32′50″ зх. д. / 41.53972° пн. ш. 85.54722° зх. д. (41.539821, -85.547098).  За даними Бюро перепису населення США в 2010 році місто мало площу 4,50 км², уся площа — суходіл.

## Демографія
Згідно з переписом 2010 року, у місті мешкали 1153 особи в 421 домогосподарстві у складі 291 родини. Густота населення становила 256 осіб/км².  Було 456 помешкань (101/км²).
Расовий склад населення:
| - 94,4 % — білих - 1,0 % — азіатів - 0,3 % — чорних або афроамериканців - 1,6 % — осіб інших рас |

До двох чи більше рас належало 2,7 %. Частка іспаномовних становила 3,6 % від усіх жителів.
За віковим діапазоном населення розподілялося таким чином: 33,9 % — особи молодші 18 років, 57,9 % — особи у віці 18—64 років, 8,2 % — особи у віці 65 років та старші. Медіана віку мешканця становила 29,6 року. На 100 осіб жіночої статі у місті припадало 91,5 чоловіків;  на 100 жінок у віці від 18 років та старших — 90,5 чоловіків також старших 18 років.
Середній дохід на одне домашнє господарство  становив 46 660 доларів США (медіана — 45 833), а середній дохід на одну сім'ю — 50 295 доларів (медіана — 48 571). За межею бідності перебувало 23,9 % осіб, у тому числі 32,1 % дітей у віці до 18 років та 7,5 % осіб у віці 65 років та старших.
Цивільне працевлаштоване населення становило 447 осіб. Основні галузі зайнятості: виробництво — 43,4 %, освіта, охорона здоров'я та соціальна допомога — 12,1 %, роздрібна торгівля — 11,2 %.